# Championnat du Maroc de football 2007-2008
Navigation
Botola
2006-2007 Botola
2008-2009
La saison 2007-2008 de la Botola est la 92e édition du championnat du Maroc de football. Elle voit la victoire des FAR de Rabat qui remportent le 12e titre de son histoire.

## Primes monétaires
Les primes monétaires de l'édition 2007-2008 sont distribuées aux clubs terminant dans les six premières places, comme suit :
| Rang | Prime        |
| ---- | ------------ |
| 1er  | 1 500 000 DH |
| 2e   | 1 000 000 DH |
| 3e   | 900 000 DH   |
| 4e   | 800 000 DH   |
| 5e   | 700 000 DH   |
| 6e   | 600 000 DH   |

## Participants
Légende des couleurs
- Qualifié pour la Ligue des champions de la CAF 2008
- Qualifié pour la Ligue des champions de la CAF 2008
- Qualifié pour la Ligue des champions arabes 2007-2008
- Promu de Botola 2 2006-2007

| Club                | Dernière montée | Classement 2006-2007 | Entraîneur          | Stade                      | Capacité | Revenus, |
| ------------------- | --------------- | -------------------- | ------------------- | -------------------------- | -------- | -------- |
| OC Khouribga        | 1995            | 1                    | Mohamed Leksir      | Stade du Phosphate         | 10 000   | 15,16    |
| FAR de Rabat        | 1959            | 2                    | Mustapha Madih      | Stade Moulay-Abdallah      | 46 000   |          |
| MA Tétouan          | 2005            | 3                    | M'hamed Fakhir      | Stade Saniat-Rmel          | 10 000   | 15,32    |
| Wydad AC            | 1942            | 4                    | Oscar Fulloné       | Stade Mohammed-V           | 60 000   | 36,66    |
| Difaâ d'El Jadida   | 2005            | 5                    | Jean-Christian Lang | Stade El Abdi              | 10 000   | 11,94    |
| Kawkab de Marrakech | 2006            | 6                    | Hassan Benabicha    | Stade El Harti             | 20 000   | 20,93    |
| Ittihad Khémisset   | 2000            | 7                    | Houcine Ammouta     | Stade du 18-Novembre       | 10 000   | 6,03     |
| Jeunesse El Massira | 1994            | 8                    | Abderrazak Khairi   | Stade Laghdaf              | 20 000   | 8,14     |
| Hassania d'Agadir   | 1996            | 9                    | Lahcen Bouilas      | Stade Al Inbiâate          | 10 000   | 12,53    |
| Mouloudia d'Oujda   | 2003            | 10                   | Azzedine Aït Djoudi | Stade d'honneur d'Oujda    | 20 000   | 8,15     |
| Raja CA             | 1956            | 11                   | José Romão          | Stade Mohammed-V           | 60 000   | 40,75    |
| OC Safi             | 2004            | 12                   | Abdelhadi Sektioui  | Stade El Massira           | 10 000   | 10,57    |
| COD Meknès          | 1994            | 13                   | Azzedine Belbekri   | Stade d'honneur de Meknès  | 20 000   | 8,31     |
| MAS de Fès          | 2006            | 14                   | Rachid Taoussi      | Complexe sportif de Fès    | 45 000   | 15,12    |
| FUS de Rabat        | 2007            | Botola 2 2006-2007   | François Bracci     | Stade du FUS               | 10 000   | 12,83    |
| KAC de Kénitra      | 2007            | Botola 2 2006-2007   | Abdelaziz Kerkache  | Stade municipal de Kénitra | 15 000   | 9,46     |

## Compétition

### Classement
| Rang | Équipe             | Pts | J  | G  | N  | P  | Bp | Bc | Diff |
| ---- | ------------------ | --- | -- | -- | -- | -- | -- | -- | ---- |
| 1    | AS FAR CdT         | 53  | 30 | 14 | 11 | 5  | 36 | 23 | +13  |
| 2    | IZ Khémisset       | 50  | 30 | 14 | 8  | 8  | 34 | 22 | +12  |
| 3    | Raja CA            | 48  | 30 | 12 | 12 | 6  | 32 | 23 | +9   |
| 4    | HUS Agadir         | 46  | 30 | 11 | 13 | 6  | 23 | 14 | +9   |
| 5    | DH El Jadida       | 46  | 30 | 12 | 10 | 8  | 29 | 26 | +3   |
| 6    | OC Khouribga T     | 43  | 30 | 10 | 13 | 7  | 32 | 26 | +6   |
| 7    | Wydad AC           | 42  | 30 | 10 | 12 | 8  | 28 | 23 | +5   |
| 8    | Moghreb de Tétouan | 42  | 30 | 10 | 12 | 8  | 29 | 19 | +10  |
| 9    | JS El Massira      | 38  | 30 | 8  | 14 | 8  | 27 | 28 | -1   |
| 10   | OC Safi            | 36  | 30 | 8  | 12 | 10 | 31 | 31 | 0    |
| 11   | Maghreb de Fès     | 36  | 30 | 9  | 9  | 12 | 27 | 30 | -3   |
| 12   | KAC Marrakech      | 33  | 30 | 6  | 15 | 9  | 23 | 31 | -8   |
| 13   | Kénitra AC P       | 31  | 30 | 6  | 13 | 11 | 19 | 33 | -14  |
| 14   | MC Oujda           | 31  | 30 | 8  | 7  | 15 | 29 | 47 | -18  |
| 15   | Fath US P ↓        | 26  | 30 | 4  | 14 | 12 | 23 | 30 | -7   |
| 16   | CODM de Meknès ↓   | 24  | 30 | 3  | 15 | 12 | 24 | 40 | -16  |

Qualifications africaines
- Ligue des champions de la CAF 2009
- Ligue des champions de la CAF 2009
- Coupe de la confédération 2009
- Coupe de la confédération 2009
- Ligue des champions arabes 2008-2009
- Relégation en Botola 2 2008-2009

Abréviations
T : Tenant du titre

V : Vice-champion

CdT : Vainqueur de la Coupe du Trône 2007-2008

P : Promus de Botola 2 2006-2007

### Résultats
| Résultats (▼dom., ►ext.)                                   | CODM | DHJ | FAR | FUS | HUSA | IZK | JSM | KAC | KACM | MAS | MAT | MCO | OCK | OCS | RCA | WAC |
| CODM de Meknès                                             |      | 0-1 | 0-3 | 2-2 | 0-1  | 1-1 | 0-0 | 1-1 | 0-0  | 0-1 | 1-1 | 2-0 | 3-2 | 1-0 | 0-0 | 0-1 |
| Difaâ d'El Jadida                                          | 1-0  |     | 1-0 | 0-0 | 1-0  | 0-3 | 2-1 | 0-0 | 2-1  | 1-1 | 0-0 | 2-0 | 2-2 | 2-0 | 4-3 | 1-0 |
| FAR de Rabat                                               | 0-0  | 0-1 |     | 1-0 | 3-1  | 1-0 | 1-1 | 2-0 | 2-1  | 2-1 | 3-2 | 1-0 | 2-1 | 1-3 | 0-0 | 1-2 |
| FUS de Rabat                                               | 2-2  | 1-2 | 0-1 |     | 1-0  | 3-2 | 0-2 | 1-1 | 1-1  | 0-1 | 0-1 | 3-0 | 1-2 | 1-2 | 0-1 | 0-0 |
| Hassania d'Agadir                                          | 2-0  | 1-0 | 0-2 | 0-0 |      | 1-0 | 3-1 | 1-0 | 4-0  | 0-0 | 1-0 | 1-0 | 1-1 | 2-1 | 2-0 | 0-0 |
| Ittihad Khémisset                                          | 4-1  | 2-1 | 1-2 | 0-1 | 0-0  |     | 0-1 | 1-1 | 0-0  | 1-0 | 2-1 | 2-1 | 0-0 | 1-0 | 2-1 | 1-0 |
| Jeunesse El Massira                                        | 5-3  | 0-0 | 0-0 | 1-1 | 1-1  | 0-1 |     | 2-0 | 1-0  | 1-1 | 0-0 | 0-0 | 1-2 | 1-2 | 1-0 | 1-1 |
| KAC de Kénitra                                             | 0-0  | 1-1 | 1-1 | 0-0 | 1-0  | 0-0 | 0-1 |     | 2-2  | 0-1 | 0-0 | 2-0 | 2-1 | 1-0 | 1-0 | 0-1 |
| Kawkab de Marrakech                                        | 1-0  | 0-0 | 1-1 | 0-0 | 0-0  | 0-3 | 0-1 | 2-2 |      | 1-0 | 1-0 | 1-2 | 0-0 | 0-0 | 1-0 | 1-0 |
| Maghreb de Fès                                             | 2-2  | 2-1 | 0-2 | 0-0 | 0-0  | 1-2 | 0-0 | 4-0 | 3-1  |     | 1-1 | 1-0 | 2-1 | 1-1 | 1-2 | 0-3 |
| Moghreb de Tétouan                                         | 2-0  | 1-0 | 0-0 | 2-2 | 0-0  | 2-0 | 1-0 | 1-2 | 2-1  | 1-2 |     | 4-0 | 2-0 | 1-0 | 0-0 | 0-1 |
| Mouloudia d'Oujda                                          | 2-2  | 3-1 | 2-2 | 1-1 | 0-0  | 2-1 | 1-1 | 1-0 | 0-2  | 1-0 | 0-3 |     | 3-1 | 3-2 | 1-1 | 2-0 |
| Olympique de Khouribga                                     | 0-0  | 1-1 | 2-0 | 2-1 | 0-0  | 0-0 | 2-0 | 2-0 | 1-1  | 2-0 | 1-0 | 2-0 |     | 1-0 | 1-1 | 1-1 |
| Olympique de Safi                                          | 2-2  | 0-0 | 1-1 | 0-0 | 0-0  | 1-2 | 2-2 | 2-0 | 2-2  | 1-0 | 0-0 | 3-1 | 2-1 |     | 0-1 | 2-1 |
| Raja de Casablanca                                         | 2-0  | 1-0 | 1-1 | 1-0 | 1-0  | 0-0 | 3-0 | 2-2 | 1-1  | 2-1 | 1-1 | 3-2 | 0-0 | 1-1 |     | 2-0 |
| Wydad de Casablanca                                        | 1-1  | 2-1 | 0-0 | 2-1 | 1-1  | 0-2 | 1-1 | 3-0 | 1-1  | 1-0 | 0-0 | 4-1 | 0-0 | 1-1 | 0-1 |     |
| - Victoire à domicile - Match nul - Victoire à l'extérieur |      |     |     |     |      |     |     |     |      |     |     |     |     |     |     |     |

## Statistiques

### Meilleurs buteurs
| Rang | Joueur               | Club                | Buts |
| ---- | -------------------- | ------------------- | ---- |
| 1    | Abderrazak El Mnasfi | FAR de Rabat        | 13   |
| 2    | Abdelaziz Sghir      | Jeunesse El Massira | 11   |
| 3    | Jawad Ouaddouch      | FAR de Rabat        | 8    |
| 3    | André Senghor        | Raja de Casablanca  | 8    |
| 3    | Réda Ryahi           | Difaâ d'El Jadida   | 8    |
| 3    | Nabil Daoudi         | Maghreb de Fès      | 8    |
| 3    | Hicham El Fatihi     | Ittihad Khémisset   | 8    |
| 3    | Rahal El Khaddouri   | Ittihad Khémisset   | 8    |
| 3    | Pape Ndaye Latir     | Difaâ d'El Jadida   | 8    |

### Records de la saison
- Victoire la plus large : 4-0, MAT-MCO (1re journée), HUSA-KACM (7e journée) et MAS-KAC (30e journée)
- Victoire la plus large à l'extérieur : 0-3, CODM-FAR (4e journée), MAS-WAC (14e journée), DHJ-IZK (15e journée), KACM-IZK (16e journée) et MCO-MAT (16e journée)
- Plus grand nombre de buts dans un match : 8 buts, JSM 5-3 CODM (1re journée)
- Plus grand nombre de buts sur une journée : 24 buts, 7e journée
- But le plus rapide de la saison : 30e seconde par André Senghor du RCA face au MCO (30e journée)

## Sponsors des clubs
| Club                | Équipementier | Principaux sponsors                                              |
| ------------------- | ------------- | ---------------------------------------------------------------- |
| CODM de Meknès      | Adidas        | Label'Vie                                                        |
| Difaâ d'El Jadida   |               | Prodec, Fitco                                                    |
| FAR de Rabat        | Kappa         |                                                                  |
| FUS de Rabat        |               | CBI                                                              |
| Hassania d'Agadir   |               | Afriquia Gaz, Coca-Cola, Lousra, Hotel Argana, ONP               |
| Ittihad Khémisset   |               | Groupe Kirkos                                                    |
| Jeunesse El Massira |               | Atlas, Vision                                                    |
| KAC de Kénitra      |               | Koutoubia, Super Cérame                                          |
| Kawkab de Marrakech | Adidas        | Poste Maroc, Kia, Dolidol, Coca-Cola, Kenzi Hotels, Menara Préfa |
| Maghreb de Fès      | Nike          | Ice, Coca-Cola, Stokvis, Assurance Esaada                        |
| Moghreb de Tétouan  |               | Goldvision, Amendis, Coca-Cola                                   |
| Mouloudia d'Oujda   |               |                                                                  |
| OC Khouribga        | Adidas        | Groupe OCP                                                       |
| Olympique de Safi   | Baliston      | Fitco, AGTT, Groupe OCP                                          |
| Raja de Casablanca  | Lotto         | Siera, Hyundai, Coca-Cola                                        |
| Wydad AC            | Adidas        | Ingelec, Kia, Coca-Cola, Groupe Accor, Chaâbi Lil Iskane         |

## Bilan de la saison
| Championnat du Maroc de football 2007-2008                        |                              |
| Champion                                                          | FAR de Rabat (12e titre)     |
| Coupes et trophées                                                |                              |
| Vainqueur de la Coupe du Trône 2007-2008                          | FAR de Rabat                 |
| Qualifications continentales                                      |                              |
| Ligue des champions de la CAF 2009                                | FAR de Rabat                 |
| Ligue des champions de la CAF 2009                                | Ittihad Khémisset            |
| Coupe de la confédération 2009                                    | Maghreb de Fès               |
| Coupe de la confédération 2009                                    | Ittihad Khémisset            |
| Ligue des champions arabes 2008-2009                              | Raja de Casablanca           |
| Ligue des champions arabes 2008-2009                              | Hassania d'Agadir            |
| Ligue des champions arabes 2008-2009                              | Wydad AC V                   |
| Promotions et relégations                                         |                              |
| Promus en Championnat du Maroc de football                        | Association sportive de Salé |
| Promus en Championnat du Maroc de football                        | SCC Mohammédia               |
| Relégués en Championnat du Maroc de football de deuxième division | FUS de Rabat                 |
| Relégués en Championnat du Maroc de football de deuxième division | CODM de Meknès               |